# Kyra Lamberink
Kyra Lamberink (Bergentheim, 15 de abril de 1996) es una deportista neerlandesa que compite en ciclismo en la modalidad de pista, especialista en las pruebas de velocidad.
Ganó dos medallas de plata en el Campeonato Mundial de Ciclismo en Pista, en los años 2018 y 2024, y seis medallas en el Campeonato Europeo de Ciclismo en Pista entre los años 2017 y 2024.
En los Juegos Europeos de Minsk 2019 obtuvo una medalla de bronce en la prueba de velocidad por equipos.

## Medallero internacional
| Campeonato Mundial | Campeonato Mundial       | Campeonato Mundial | Campeonato Mundial    |
| Año                | Lugar                    | Medalla            | Competición           |
| ------------------ | ------------------------ | ------------------ | --------------------- |
| 2018               | Apeldoorn (Países Bajos) | Medalla de plata   | Velocidad por equipos |
| 2024               | Ballerup (Dinamarca)     | Medalla de plata   | Velocidad por equipos |
| Juegos Europeos    |                          |                    |                       |
| Año                | Lugar                    | Medalla            | Competición           |
| 2019               | Minsk (Bielorrusia)      | Medalla de bronce  | Velocidad por equipos |
| Campeonato Europeo |                          |                    |                       |
| Año                | Lugar                    | Medalla            | Competición           |
| 2017               | Berlín (Alemania)        | Medalla de bronce  | Velocidad por equipos |
| 2019               | Apeldoorn (Países Bajos) | Medalla de bronce  | Velocidad por equipos |
| 2021               | Grenchen (Suiza)         | Medalla de oro     | Velocidad por equipos |
| 2022               | Múnich (Alemania)        | Medalla de plata   | Velocidad por equipos |
| 2023               | Grenchen (Suiza)         | Medalla de bronce  | Velocidad por equipos |
| 2024               | Apeldoorn (Países Bajos) | Medalla de bronce  | Velocidad por equipos |

1. ↑  Compitió en la ronda de clasificación.